# Рольф Штайнгаус
Рольф Штайнгаус (нім. Rolf Steinhaus; 1 квітня 1916, Гахенбург — 1 жовтня 2004, Бад-Ноєнар-Арвайлер) — німецький офіцер-підводник, капітан-лейтенант крігсмаріне, віцеадмірал бундесмаріне.

## Біографія
3 квітня 1936 року вступив на флот. З квітня 1939 по лютий 1940 року служив в 14-му дивізіоні корабельних гармат. З 11 березня 1940 року — 2-й вахтовий офіцер на підводному човні U-101. З квітня 1941 року служив в 24-й флотилії. З 23 травня по 31 липня 1941 року — командир U-8. З серпня 1941 по березень 1943 року — інструктор 2-ї навчальної дивізії підводних човнів. З 12 червня по 12 грудня 1943 року — командир U-802. З грудня 1943 по серпень 1945 року — референт з навчальних питань в штабі командувача-адмірала підводного флоту.
Після війни навчався на теслю і працював секретарем парламентської групи ХДС в ландтазі Шлезвіг-Гольштейну. Пізніше працював журналістом газет Kieler Nachrichten і Das Parlament та французького інформаційного агентства Франс Прес. В 1956 році вступив в бундесвер. З 1957 року служив у Військово-морській академії в Бад-Емсі, з 1958 року — в Гамбурзі. Потім він служив у командному штабі ВМС штабі і командному штабі сухопутних військ Федерального міністерства оборони. З листопада 1963 року — радником німецької делегації в Багатосторонніх ядерних силах у Парижі. В 1964 році призначений начальником штабу німецького військового представника у Військовому комітеті НАТО у Вашингтоні. В 1970 році став заступником начальника штабу планування Федерального міністра оборони. 1 лютого 1974 року очолив штаб. В 1976 році вийшов на пенсію. В 1977/85 роках — перший президент Німецького морського інституту.

## Звання
- Кандидат в офіцери (3 квітня 1936)
- Морський кадет (10 вересня 1936)
- Фенріх-цур-зее (1 травня 1937)
- Оберфенріх-цур-зее (1 липня 1938)
- Лейтенант-цур-зее (1 жовтня 1938)
- Оберлейтенант-цур-зее (1 жовтня 1940)
- Капітан-лейтенант (1 червня 1943)

## Нагороди
- Залізний хрест 2-го і 1-го класу
- Орден «За заслуги перед Федеративною Республікою Німеччина», командорський хрест (1975)